# ماه آویاندا
ماه آویاندا (اسپانیایی: Luna de Avellaneda‎، همچنین با عنوان Avellaneda's Moon  در زبان انگلیسی شناخته می‌شود) فیلم کمدی درام به کارگردانی خوان خوزه کامپانلا، و نویسندگی کامپانلا، فرناندو کاستز و خوان پابلو دومنک و محصول سال ۲۰۰۴ کشور آرژانتین است.

## خلاصه داستان
رومن مالدونادو (ریکاردو دارین) در حین برگزاری یک نمایشگاه کارناوال در «لونا آوللاندا» متولد شد. «لونا آوللاندا» یا «ماه آوللاندا» نام باشگاه ورزشی و اجتماعی واقع در آوللاندا، استان بوینوس آیرس آرژانتین است. رومن به عضویت مادام العمر این باشگاه در می‌آید و لونا آولاندا به بخش اصلی زندگی او تبدیل می‌شود.
او به همراه دو دوست هم باشگاهی اش یعنی آمادئو گریمبرگ (ادواردو بلانکو) و گریسیلا (مرسدس مورن)، باید برای بقاء باشگاه و جلوگیری از تبدیل شدن آن به کازینو بجنگند.

## بازیگران
- ریکاردو داران در نقش رومن مالدونادو
- ادواردو بلانکو به عنوان آمادئو گریمبرگ
- مرسدس مورن به عنوان گراسیلا
- والریا برتوچلی در نقش کریستینا
- سیلویا کوتا به عنوان ورونیکا
- خوزه لوئیز لوپز وازکز به عنوان دون آکویلز
- دانیل فانگو به عنوان آلژاندرو
- آتیلیو پوزوبون در نقش آتیلیو
- هوراسیو پونا به عنوان جولیو
- ماریا ویکتوریا بیسکای به عنوان مکاره
- فرانسیسکو فرناندز دی روزا در نقش دارائو
- میکالا مورنو در نقش دالما
- آلن صباغ به عنوان اسماعیل
- سوفیا برتولووتو در نقش یانینا، دوست دختر داریو
- Ezequiel Merlino در نقش برونو

## جوایز
- جوایز سرگرمی کلارین: جایزه کلارین، بهترین بازیگر نقش مکمل زن برای ادواردو بلانکو؛ ۲۰۰۴
- جشنواره فیلم هاوانا: برای خوزه لوئیز داز؛ در سال ۲۰۰۴

نامزدها
- جایزه گویا برای خوان خوزه کامپانلا، آرژانتین. ۲۰۰۴